# Ivan Sutherland

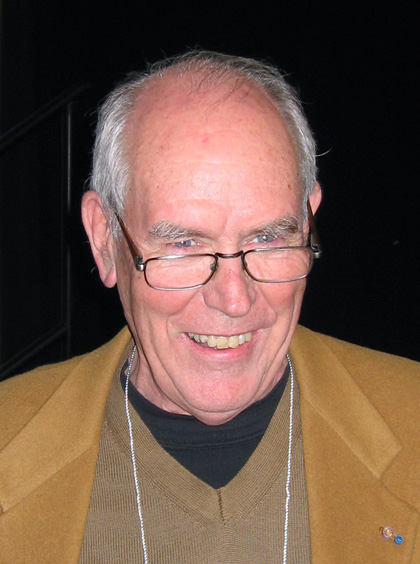
Ivan Sutherland

Ivan Edward Sutherland (ur. 16 maja 1938 w Hastings, Nebraska) – młodszy brat Berta Sutherlanda – amerykański inżynier, twórca Sketchpada, innowacyjnego programu, który wpłynął na rozwój metod interakcji człowieka z komputerem.
Sketchpad, uruchamiany na komputerze TX-2, wpłynął na znany system hipertekstowy Douglasa Engelbarta oN-Line System, jak również na opracowanie graficznego systemu użytkownika. Sketchpad, z kolei, był pod wpływem koncepcji systemu Memex, który Vannevar Bush nakreślił w swym słynnym artykule "As We May Think". Za opracowanie Sketchpada i związane z tym prace Sutherland otrzymał w 1988 r. Nagrodę Turinga.
W 1968 r. Sutherland, z pomocą swojego studenta Boba Sproulla, opracował prawdopodobnie pierwszy w świecie system wirtualnej rzeczywistości, używając nakładanych na głowę wyświetlaczy. System był prymitywny, zarówno jeśli chodzi i interfejs, jak i realizm. Był tak ciężki, że musiał być dodatkowo podwieszany u sufitu, a grafika ograniczała się do prostych szkieletów obiektów.

## Życiorys
Sutherland zdobył stopień bakałarza z inżynierii elektrycznej w Carnegie Institute of Technology (znany dzisiaj jako Carnegie-Mellon University), stopień magistra w kalifornijskim Caltechu, a stopień doktora w MIT. Ze swoim kolegą Davidem Evansem założył firmę Evans and Sutherland, która prowadziła pionierskie prace w dziedzinie sprzętu komputerowego czasu rzeczywistego, akcelerowanej grafiki trójwymiarowej i języków drukarek.
Wśród byłych pracowników Evans and Sutherland są takie postacie, jak założyciele Adobe Systems, (John Warnock) i Silicon Graphics, (Jim Clark).
Obecnie pracuje dla Sun Microsystems.
W 2012 roku został nagrodzony Nagrodą Kioto w dziedznie zaawansowanych technologii w 2000 roku.